# Chiesa di San Lorenzo Martire (Biandronno)
La chiesa di San Lorenzo Martire è la parrocchiale di Biandronno, in provincia di Varese e arcidiocesi di Milano; fa parte del decanato di Besozzo.

## Storia
La prima citazione di una cappella a Biandronno risale al XIII secolo ed è contenuta nel Liber Notitiae Sanctorum Mediolani, redatto da Goffredo da Bussero, dal quale s'apprende che essa dipendeva dalla pieve di Brebbia.
La chiesa venne ricostruita tra la fine del Cinque e l'inizio del Seicento; l'edificio fu terminato con la realizzazione della facciata classicheggiante.
Nel 1748 l'arcivescovo Giuseppe Pozzobonelli durante la sua visita pastorale rilevò che a servizio della cura d'anime erano preposti il parroco, un altro presbitero e un chierico, che il numero dei fedeli era pari a 645 e che la parrocchiale, in cui aveva sede la società del Santissimo Sacramento e del Santissimo Rosario, aveva come filiali gli oratori dei Santi Erasmo e Teodaldo e della Beata Vergine Immacolata, della Beata Maria Vergine del Santissimo Rosario e di Santa Maria Assunta di Bregano.
Dalla relazione della visita pastorale del 1898 dell'arcivescovo Andrea Carlo Ferrari, si apprende che la cura d'anime era retta dal solo parroco, la cui nomina spettava al vescovo, che i fedeli ammontavano a 2100 e che la territorio parrocchiale, da cui dipendevano la chiesa di Santa Maria Assunta in Bregano e l'oratorio dei Santi martiri Teodoro ed Erasmo alla Cassinetta, era sede della confraternita del Santissimo Sacramento, della compagnia di San Luigi Gonzaga, delle pie unioni delle Figlie di Maria, della Sacra Famiglia, del Sacro Cuore e della Buona morte, della Sacra Lega eucaristica e della congregazione del Terz’Ordine di San Francesco d'Assisi.
Con la riorganizzazione territoriale dell'arcidiocesi voluta dal cardinale Giovanni Colombo, tra il 1971 e il 1972 la parrocchia confluì nel decanato di Besozzo, nato dalla trasformazione del precedente omonimo vicariato; tra il 1980 e il 1990 si procedette all'adeguamento liturgico secondo le norme postconciliari mediante l'aggiunta della mensa eucaristica rivolta verso l'assemblea e la rimozione delle balaustre che delimitavano il presbiterio.

## Descrizione

### Facciata
La facciata a capanna della chiesa, rivolta a sudovest, è suddivisa da una cornice marcapiano modanata in due registri, entrambi scanditi da quattro lesene; quello inferiore, in stile tuscanico, presenta centralmente il portale d'ingresso e ai lati due nicchie ospitanti altrettante statue, mentre quello superiore, coronato dal timpano triangolare, è caratterizzato da una finestra, affiancata da altre due nicchie con statue.
Annesso alla parrocchiale è il campanile a pianta quadrata, la cui cella presenta su ogni lato una monofora a tutto sesto protetta da balaustra ed è coronata dalla guglia.

### Interno
L'interno dell'edificio si compone di un'unica navata, sulla quale si affacciano le cappelle laterali e i bracci del transetto, introdotti da archi a tutto sesto, e le cui pareti sono scandite da lesene con capitelli dorici sorreggenti la cornice aggettante sopra la quale si imposta la volta lunettata; al termine dell'aula si sviluppa il presbiterio, rialzato di alcuni gradini, ospitante l'altare maggiore e chiuso dall'abside di forma semicircolare.